# Gesamtschule Schermbeck
Die Gesamtschule Schermbeck ist die einzige weiterführende Schule in der Gemeinde Schermbeck. Sie ist eine integrierte Gesamtschule.

## Schulleiter
- 1989–2006: Klaus Müller
- 2006–2023: Norbert Hohmann
- seit 2023: Christoph Droste

## Fächer
In der Sekundarstufe I werden die folgenden Fächer unterrichtet: Biologie, Chemie, Deutsch, Englisch, Erdkunde, Französisch, Geschichte, Hauswirtschaft, Informatik, Kunst, Latein, Mathematik, Musik, Niederländisch, Pädagogik, Physik, Politik, Religion, Sport, Technik und Wirtschaftslehre.
In der Sekundarstufe II gibt es die folgenden Fächer:
Biologie, Chemie, Deutsch, Englisch, Erdkunde, Französisch, Geschichte, Kunst, Latein, Mathematik, Musik, Niederländisch, Philosophie, Physik, Religion, Sozialwissenschaften und Sport.
Die Fächer Biologie, Geschichte, Deutsch, Englisch, Mathe und Physik lassen sich, teilweise abhängig voneinander, als Leistungskurs wählen.
Entscheiden müssen sich die Oberstufenschüler auch zwischen Französisch, Niederländisch und Latein, Musik und Kunst, Geschichte und Sozialwissenschaften und kath. Religion, evang. Religion und Philosophie. Die Kurse Deutsch, Englisch, Biologie, Mathematik und Sport sind bindend.

## Hochschulkooperation im Fach Physik
Seit September 2013 besteht zusammen mit der Gesamtschule Buer Mitte eine Kooperation mit der Westfälischen Hochschule Gelsenkirchen im Fach Physik. Die Schüler beider Schulen werden dort gemeinsam von einem Physiklehrer unterrichtet.  Aufgrund fehlender Lehrkräfte konnte zuvor Physik in der Sekundarstufe II nicht mehr unterrichtet werden. Die Kooperation gilt deutschlandweit als Pilotprojekt.

## Gebäude
Die Gesamtschule Schermbeck erstreckt sich über sechs Gebäude:
| A-Gebäude        | Bibliothek, Hausmeisterräume, Klassenräume, Lehrerzimmer, Sekretariat, Schulverwaltung                                          |
| B-Gebäude        | Computerräume, Klassenräume, Küche, Hausmeisterräume, Zugang zum E-Gebäude                                                      |
| C-Gebäude        | Aula, Klassenräume, Kunsträume, Musikräume, Lehrerarbeitsräume                                                                  |
| D-Gebäude        | Klassenräume, Atelier, Mensa, Oberstufenklausurraum, Zugang zum Lehrerzimmer, Zugang zur Bibliothek                             |
| E-Gebäude        | Computerraum, Klassenräume Oberstufe, Kunstraum, Technikräume, Biologieräume, Physikräume, Chemieräume, Naturwissenschaftsräume |
| Große Sporthalle | Dreifachsporthalle |

## Namensgebung
Während der Amtszeit von Direktor Müller wurde über einen neuen Namen für die Schule diskutiert. Die Schulkonferenz entschied sich mit relativer Mehrheit für den Namen „Lise Meitner Schule“. Der Schulausschuss des Gemeinderates lehnte diesen Namen ab mit der Begründung, es gebe keinen wirklichen Zusammenhang mit der Schule. Obwohl der Schulausschuss einstimmig für den Erhalt des Titels „Gesamtschule Schermbeck“ votierte, wurde die  Entscheidung, welchen Namen die Schule trägt, der Schulkonferenz zurückgegeben. Danach ging die Entscheidung dahin, den alten Namen zu behalten, da dieser ein Sinnbild für die  Arbeit der Gesamtschule vor Ort geworden sei.